# هاتفیلد، استرالیای جنوبی
هاتفیلد (به انگلیسی: Heathfield) یک شهرک در استرالیا است که در استرالیای جنوبی واقع شده‌است.